# Українська папська мала семінарія
Украї́нська па́пська мала́ семіна́рія свято́го Йосафа́та в Ри́мі  — навчальний заклад із гімназійною програмою навчання українською мовою, заснований 1951 року заходами архієпископа Івана Бучка в Люрі (Франція) для підготови кандидатів до духовних семінарій. Виховне керівництво й адміністрацію було покладено від початку на українських салезіан.

## Історія
Владика Іван Бучко приклав всіх зусиль, щоб отримати згоду Генеральної Курії отців салезіян, аби українські салезіяни нею опікувалися. Генеральна Курія погодилася і укладено першу домовленість, яку підписали 24-го листопада 1951 року Кир Іван Бучко і о. Ренато Дзіджотті, Генеральний Настоятель салезіян. Генеральна Курія призначила до новоствореної Семінарії двох французьких салезіян: о. Лаврентія Д'Еґера (Laurent D'Heygere), як ректора (1951—1953), і брата Йосифа Кареса, як економа, та двох українських салезіян: о. Андрія Сапеляка як завуча, а о. Григорія Гарасимовича як духівника і сповідника. 1956 року перенесена до Кастель Ґандольфо біля Риму, а 1959 року Ватикан побудував для семінарії будинок у Римі на вул. Боччеа 480. Папа Іван XXIII надав семінарії звання Понтифікальної (Папської) у 1963.
Пересічне число учнів 50—100, які походили з різних західноєвропейських країн, з Югославії та Америки. Найбільша кількість студентів (112) навчалася у 1968—1969 році. Офіційна назва Семінарії у Люрі та у Кастель-Гандольфо — «Український Інститут св. Івана Боско», але частіше використовувалася — «Українська Мала Семінарія св. Івана Боско».

### Настоятелі
- Laurent D'Heygere: 1951—1953
- Jules Lecompte: 1953—1955
- Ivo Maze: 1955—1956
- Андрій Сапеляк: 1956—1961
- Степан Чміль: 1961—1967, 1976—1978
- Василь Сапеляк: 1967—1976
- Володимир Гринишин: 1978—1983
- Михайло Пришляк: 1983—1989
- Євген Небесняк: 1989—1999

Семінарія була єдиною середньою школою в західному світі з винятково українською мовою навчання.
У 1996 році покинула приміщення по вул. Боччеа у Римі і перейшла до нової будівлі при салезіянській спільноті по вул. Пренестіно. Гідно виконавши своє завдання бути центром християнського виховання українців в діаспорі, у 1999 році перестала існувати, адже українським салезіянам вже відкрилася дорога до рідної України, де могли відкрито працювати для спасіння душ і виховання дітей та молоді в дусі святого Івана Боско.
Мала Семінарія проіснувала 48 років: з 1951 по 1999, виховала понад 2500 українців 15-ти країн діаспори та з України, з них понад 60 стали священиками.